# Bahnhof Berlin-Köpenick
Der Bahnhof Berlin-Köpenick ist ein S-Bahnhof im Ortsteil Köpenick des Berliner Bezirks Treptow-Köpenick. Der zweigleisige Durchgangsbahnhof am Stellingdamm, an der Bahnhofstraße und am Elcknerplatz liegt an der Niederschlesisch-Märkischen Eisenbahn.
Unmittelbar östlich des S-Bahnhofs befindet sich der ehemalige Güterbahnhof Berlin-Köpenick. Auf dem Areal soll ein Wohnquartier mit etwa 1800 Wohnungen entstehen.

## Geschichte

### Eröffnung bis 1930er Jahre
Der Halt wurde mit Eröffnung des Streckenabschnitts Berlin–Frankfurt (Oder) am 23. Oktober 1842 eröffnet. Die Station befand sich damals etwa einen Kilometer von der damals selbstständigen Stadt Cöpenick entfernt. Als Verbindung zwischen Stadt und Bahnhof wurde die noch heute so bezeichnete Bahnhofstraße angelegt.
Zwischen 1899 und 1902 wurden die Bahnhofsanlagen für den steigenden Verkehr grundlegend umgestaltet. Dabei erhielt die Strecke nördlich der Ferngleise ein eigenes Vorortgleispaar. Die gesamte Anlage wurde zur niveaufreien Kreuzung der querenden Straßen auf einen Damm verlegt. Der Bahnhof selbst erhielt ein neues Empfangsgebäude, das durch die Architekten Karl Cornelius und Waldemar Suadicani im Auftrag der Königlichen Eisenbahn-Direktion Berlin errichtet wurde. Die Station verfügte seitdem weiterhin über einen Mittelbahnsteig in Berliner Bauweise, eine dreigleisige, östlich gelegene Wendeanlage für die Vorortzüge sowie eine Güterladestelle entlang der Ferngleise.
Die seit 1883 vom Bahnhof in Richtung Stadtkern Cöpenick verkehrende Pferdebahn wurde 1903 auf elektrischen Betrieb umgestellt.
Am 11. Juni 1928 wurde der Vorortverkehr auf das noch heute genutzte elektrische System mit seitlicher Stromschiene und 750 Volt Gleichspannung umgesetzt. Da zunächst nicht genügend Züge für den elektrischen Betrieb zur Verfügung standen, wurde bis zum 20. März 1929 im Mischbetrieb gefahren. Einhergehend mit der Elektrifizierung erfolgten wiederum umfangreiche Arbeiten, unter anderem die Anpassung der Signaltechnik und die Erhöhung der Bahnsteigkanten von 760 auf 960 Millimeter. Westlich des Bahnhofs entstand ferner ein Unterwerk. Dieser elektrische Vorortverkehr wurde seit dem 1. Dezember 1930 mit dem Namen S-Bahn bezeichnet.

### 1930er Jahre bis in die Nachkriegszeit
Die Germania-Planungen der Nationalsozialisten sahen den Ausbau der Strecke auf sechs Gleise bis Köpenick vor, da zwischen Köpenick und Ostkreuz eine Fern-S-Bahn (ähnlich den heutigen RE-Zügen) verkehren und die knapp zehn Kilometer lange Strecke ohne Halt zurücklegen sollte. Außerdem war eine Direktverbindung für Fernzüge vom Südring zur Schlesischen Bahn vorgesehen, diese sollte am Bahnhof Köpenick ausfädeln. Der Bahnhof hätte damit bei Realisierung auf bis zu acht Bahnsteigkanten ausgebaut werden müssen. Durch den Zweiten Weltkrieg kamen diese Vorhaben nie über das Planungsstadium hinaus.
Nach dem Ende des Krieges wurden zahlreiche Strecken von der Sowjetischen Militäradministration zu Reparationszwecken abgebaut. Im Berliner Raum war davon meist eine Fern- und ein S-Bahn-Gleis betroffen. Da jedoch die Niederschlesisch-Märkische Bahn den wichtigsten Schienenweg in Richtung Sowjetunion darstellte, wurden anstatt eines Ferngleises beide S-Bahn-Gleise demontiert. Drei Jahre später konnte jedoch der elektrische Betrieb zunächst eingleisig wieder aufgenommen werden; im Januar 1948 bis Köpenick, im November gleichen Jahres bis Erkner. Das zweite Gleis wurde entlang des Köpenicker Abschnitts im Jahr 1957 wieder hergestellt.

### Nach 1990

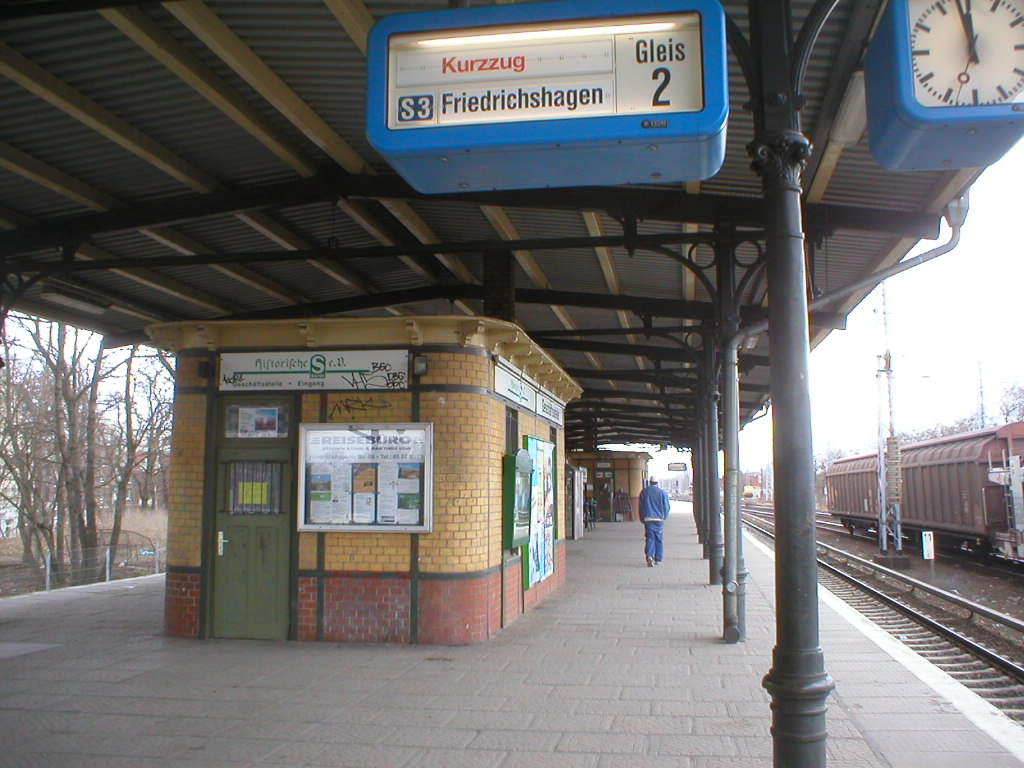
Bahnsteig des S-Bahnhofs, 2005

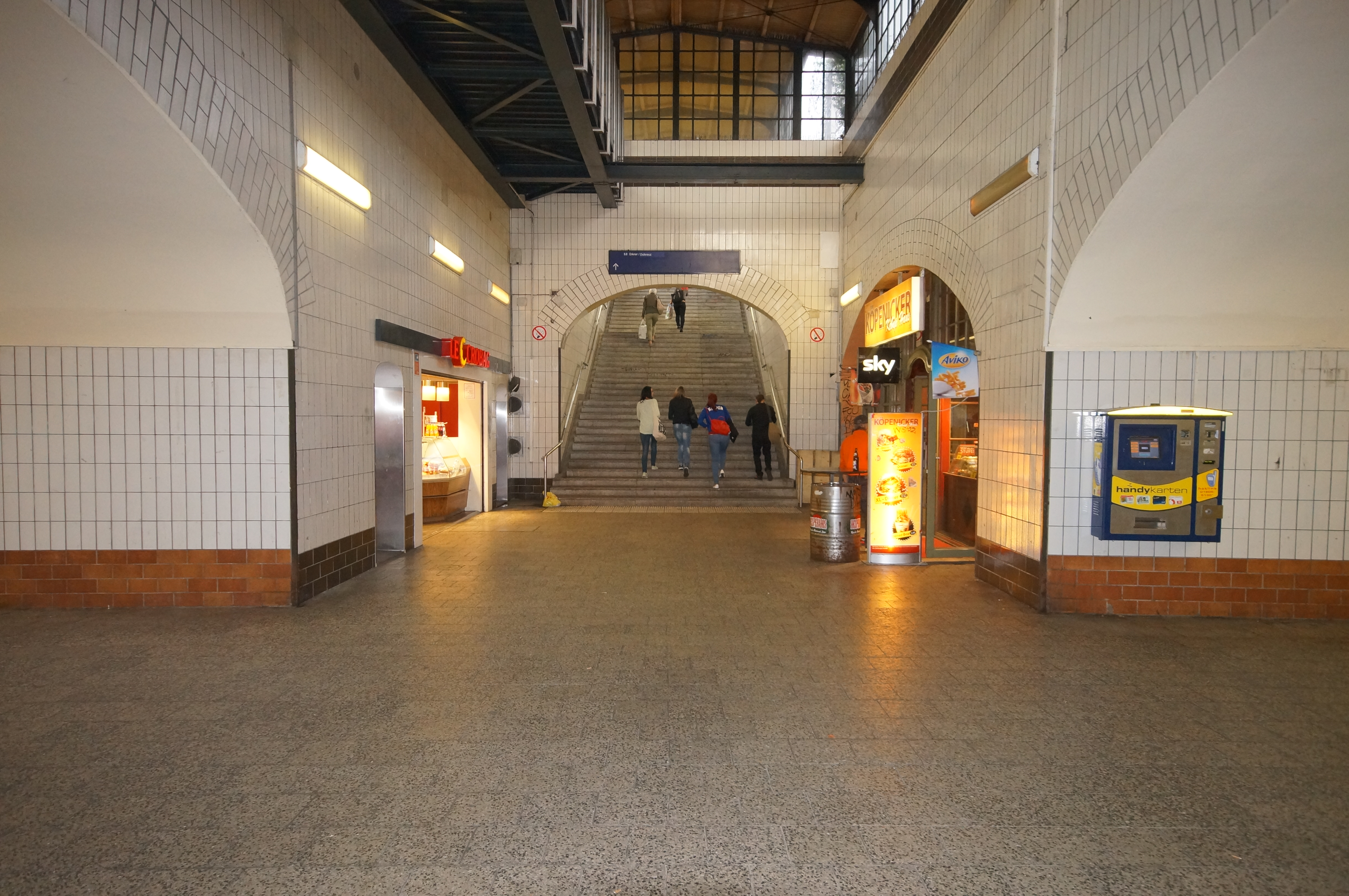
Haupthalle

Am 10. Oktober 2003 kam es zu einem schweren Unfall an der Unterführung Bahnhofstraße, bei dem ein Brückenpfeiler aus der Verankerung gerissen wurde. Da zunächst die Gefahr eines Einsturzes bestand, wurde der Verkehr entsprechend umgeleitet. Der Unfall ließ eine erneute Diskussion zur Sanierung beziehungsweise gar Erneuerung der Brücke aufkommen, da diese ein Nadelöhr darstellt. Alternativ wird jedoch auch eine Umleitungsstrecke über die Straßen Am Bahndamm und Hämmerlingstraße erwogen.
Im Frühjahr 2013 wurden in der Station dynamische Zugzielanzeiger angebracht.
Seit Ende 2015 wird der S-Bahnhof durch ein elektronisches Stellwerk gesteuert, in diesem Zuge erfolgte eine Ausrüstung mit dem elektronischen Zugbeeinflussungssystem ZBS. Davon ausgenommen waren die beiden S-Bahn-Abstellgleise, die dem Güterbahnhof zugeordnet sind und zunächst weiterhin vom mechanischen Stellwerk Kp bedient wurden.
Im April 2020 ging ein elektronisches Stellwerk für die Fernbahn in Betrieb. Dieses ersetzt die Stellwerke Kp, Ko und Sst und ist Voraussetzung für den anschließenden Umbau des Güterbahnhofs inkl. Errichtung eines Regionalbahnsteigs.

### Regionalbahnsteig
Der Stadtentwicklungsplan Verkehr sieht in den kommenden Jahren den Bau eines Regionalbahnsteigs in Köpenick vor. Dieser soll dann den Regionalbahnhof Karlshorst ersetzen, der im Dezember 2017 geschlossen wurde. Letzterer war nach dem Mauerbau als provisorischer Fernzughalt eingerichtet worden.
Ursprünglich war dieser Bau von der Deutschen Bahn bis 2007 geplant. Nach Finanzierungsschwierigkeiten und dem daraus resultierenden zwischenzeitlichen Aus für den Regionalbahnhof Köpenick konnten die Pläne 2011 wieder aufgenommen werden, nachdem die Berliner Staatssekretärin Maria Krautzberger nach einer parlamentarischen Anfrage die Übernahme der Kosten durch das Land Berlin in Aussicht gestellt hatte. Der Bahnhof sollte aus damaliger Sicht bis 2015 fertiggestellt werden und über zwei S-Bahn- sowie zwei Regionalbahngleise verfügen. Auf eine parlamentarische Anfrage antwortete der Berliner Verkehrsstaatssekretär Christian Gaebler im April 2012, dass die Kosten in Höhe von fünf Millionen Euro vom Land Berlin getragen werden würden. Der Baubeginn war zunächst für 2017, die Inbetriebnahme dann für 2019 geplant. Erneute Verzögerungen ergaben sich aufgrund von Bedenken seitens der Deutschen Bahn, nach denen ein Regionalzughalt in Köpenick die Streckenkapazität verringern würde. Zur Lösung ist nun ein drittes Fernbahngleis zwischen dem Güterbahnhof Köpenick und dem Kreuz Wuhlheide vorgesehen. In der Folge musste jedoch die bereits erfolgte Planung neu begonnen werden, wodurch das Projekt wieder verschoben wurde.
Das neue Planfeststellungsverfahren wurde 2018 begonnen. Im Januar 2022 erging der Planfeststellungsbeschluss für den rund drei Kilometer langen Abschnitt. Errichtet wird ein neuer 220 Meter langer Regionalbahnsteig mit 150 Meter Überdachung und das dritte Fernbahngleis, sowie eine neue östliche Personenunterführung mit Aufzügen. Beide Bahnsteige erhalten Zugänge von westlich der Bahnhofstraße aus dem Empfangsgebäude, sowie durch die neue östliche Unterführung. Weiterhin werden vier Eisenbahnüberführungen erneuert, wobei die lichte Weite von 16 auf 19 Meter verbreitert und die lichte Höhe auf 4,5 Meter angehoben wird. Auch entstehen auf rund vier Kilometern Lärmschutzwände.
Unter der ersten Vollsperrung am Wochenende wurde März 2023 mit dem Bau begonnen. Seit 23. Juli 2024 werden die Fernbahngleise, die betroffenen Brücken sowie der Regionalbahnsteig errichtet. Der Abschluss der Maßnahme ist für 2027 geplant; der des Planabschnittes 16 der Ausbaustrecke Berlin Frankfurt/Oder ist für den 21. Dezember 2028.

## Anbindung
Neben der S-Bahn-Linie S3, die zwischen Spandau und Erkner verkehrt, halten außerdem die Straßenbahnlinien 62, 63 und 68 sowie die Buslinien X69, 164, 169 und 269 der BVG am Bahnhof.
| Linie | Verlauf |
| ----- | --- |
|       | Spandau – Stresow – Pichelsberg – Olympiastadion – Heerstraße – Messe Süd – Westkreuz – Charlottenburg – Savignyplatz – Zoologischer Garten – Tiergarten – Bellevue – Hauptbahnhof – Friedrichstraße – Hackescher Markt – Alexanderplatz – Jannowitzbrücke – Ostbahnhof – Warschauer Straße – Ostkreuz – Rummelsburg – Betriebsbahnhof Rummelsburg – Karlshorst – Wuhlheide – Köpenick – Hirschgarten – Friedrichshagen – Rahnsdorf – Wilhelmshagen – Erkner |